# Jewgeni Walerjewitsch Grischkowez

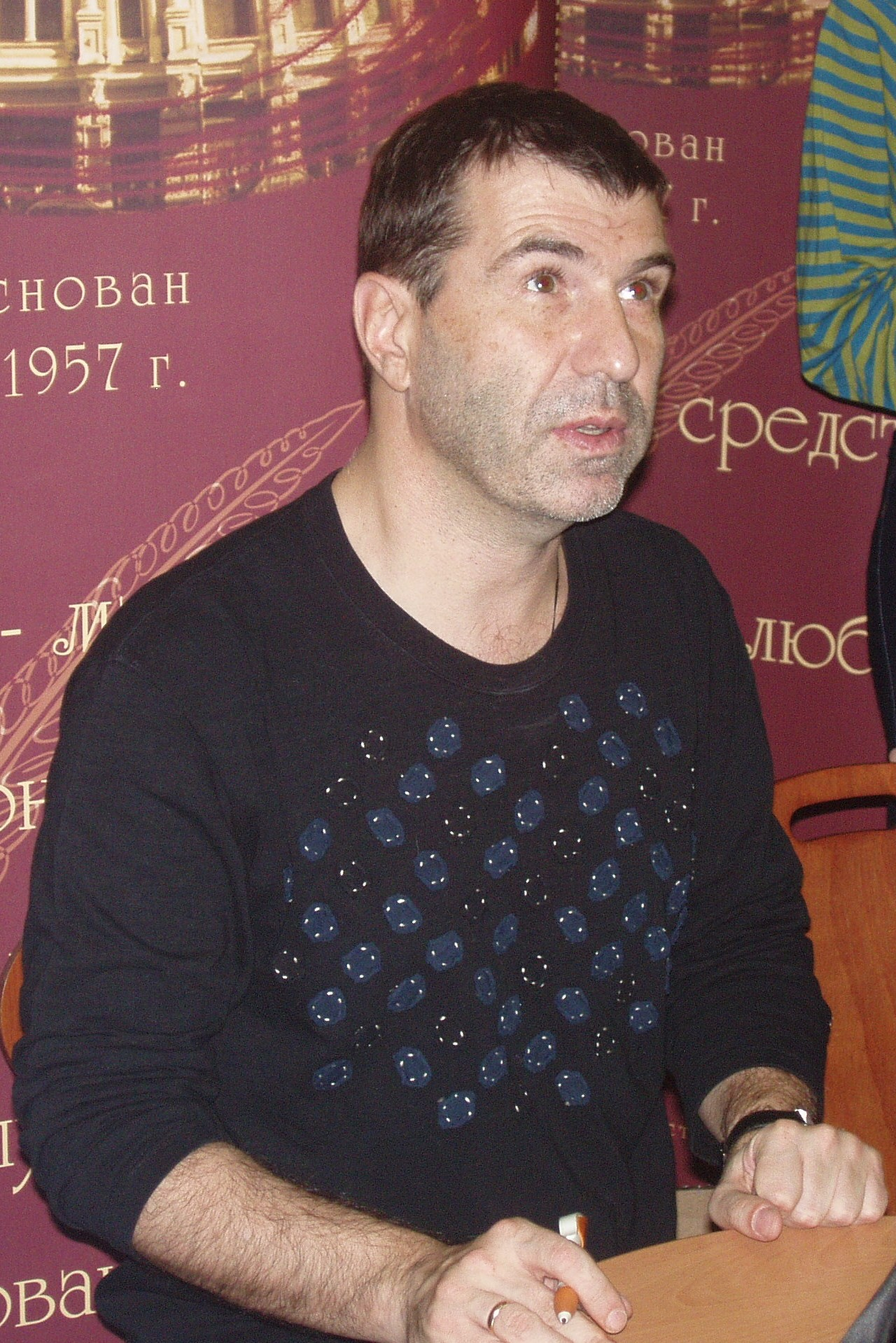
Jewgeni Grischkowez (2008)

Jewgeni Walerjewitsch Grischkowez (russisch Евгений Валерьевич Гришковец, wiss. Transliteration Evgenij Valerjevič Griškovec; * 17. Februar 1967 im sibirischen Kemerowo) ist ein russischer Erzähler, Theater-Regisseur, Autor und Schauspieler, vergleichbar mit Dario Fo, der in seinem Land ebenso wie auf internationalen Theaterfestivals wie Edinburgh, Avignon oder Wien große Erfolge feierte. Die Wahlheimat des als „Erfinder der russischen Performance“ geltenden Grischkowez ist die Stadt Kaliningrad.

## Leben
Nach dem Ableisten des Wehrdiensts bei der Marine studierte er russische Philologie an der Technischen Universität des  Kusbass in Kemerowo. Dort gründete er 1990 das Theaterensemble Loge, mit der er in den folgenden Jahren über 20 eigene Stücke erarbeitete, die die Gruppe gemeinsam aus Gespräch und Improvisationen entwickelte. 1998 entstand sein Einpersonenstück Wie ich einen Hund gegessen habe, mit dem er in Moskau auf dem Internationalen Theaterfestival NET (Neues europäisches Theater) groß herauskam. Im darauffolgenden Jahr stellte er auf dem NET-Festival sein neues Stück Gleichzeitig mit ähnlichem Erfolg vor.
Seit der Theatersaison 2000/2001 spielte er seine Stücke als ständiger Gast-Performer am Moskauer Theater Schule des zeitgenössischen Stücks. Dort gab es zeitgleich eine Inszenierung seines Stücks Aufzeichnungen eines russischen Reisenden in der Regie von Jossif Reichelhaus. Im gleichen Jahr wurde er mit dem russischen Antibooker-Literaturpreis für Dramatik ausgezeichnet. Die Jury des nationalen russischen Theaterschautreffens Goldene Maske sprach ihm 2000 den Innovationspreis zu, außerdem erhielt er den Kritikerpreis.
Im September 2001 stellte er sein neues Stück Die Stadt fertig. Die Premiere fand an der berühmten Tabakerka, dem Theaterstudio von Oleg Tabakow in Moskau statt. Im Folgenden 2002 fand die Uraufführung von Dreadnoughts im Moskauer In-Klub Ogorod statt, wieder ein Theaterprojekt, das den Rahmen der in Russland üblichen Theaterkonzeption sprengte.
Grischkowez lebt seit 1998 in Kaliningrad, „... dem ehemaligen Königsberg. Ich habe mir diese Stadt nicht einfach zufällig zum Wohnen ausgesucht, nach Moskau will ich auf keinen Fall ziehen. Ich bin ein Provinzler und komme mit dem Moskauer Rhythmus nicht klar. Obwohl all meine Arbeit mit Moskau verbunden ist. Die Stadt und Der Planet erzählen vom Leben in der Großstadt. Kaliningrad ist keine 100-prozentig russische Stadt, angenehm zum Leben, meiner Meinung nach eine ideale Stadt unter den kleineren in Russland. Auch weil sie am Meer liegt. Von hier aus kann ich mein Leben und meine Arbeit in Moskau mit Abstand betrachten, ohne Emigrant zu sein.“
Im Mai 2018 kam er mit seinem Roman Theater der Verzweiflung. Verzweifeltes Theater auf die Shortlist des russischen Literaturpreises Das große Buch.
Grischkowez spielte in der ab 2018 ausgestrahlten russischen Fernsehserie Eine ganz gewöhnliche Frau eine wichtige Nebenrolle.

## Stücke (Auswahl) und ihre Uraufführungen

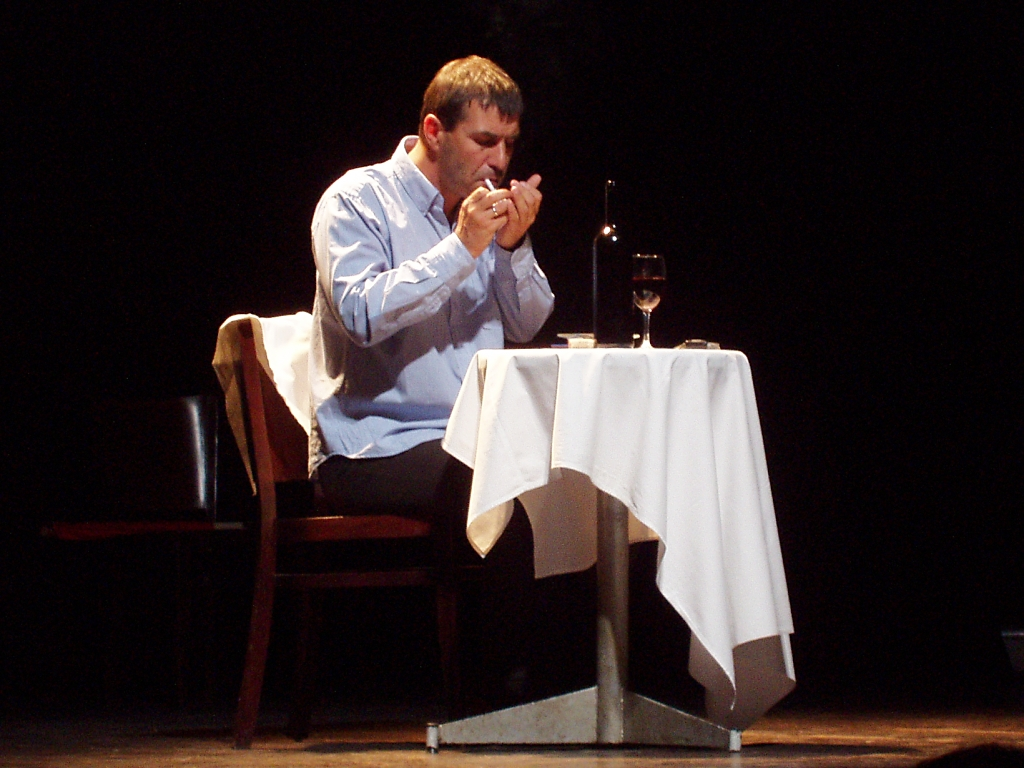
Dreadnoughts

- Der Planet – Hörspiel von Jewgeni Grischkowez, aus dem Russischen übersetzt von Stefan Schmidtke – Komposition: Tobias Morgenstern – Bearbeitung/Regie: Gabriele Bigott – Rundf. Berlin-Brandenburg 2004 – Länge: 48'46
- Der Planet, 2003
- Dreadnoughts, 2002
- Die Stadt (Gorod) von Jewgenij Grischkowez : aus dem Russischen von Stefan Schmidtke ; Premiere am 18. Mai 2002, Theater im Depot / [Hrsg.: Schauspiel Staatstheater Stuttgart. Red.: Florian Vogel ...]
- Die Stadt, 2001
- Aufzeichnungen eines russischen Reisenden, 2000
- Wie ich einen Hund verspeiste, 1998

## Prosa
- Das Hemd (Рубашка), Roman, 2004, aus dem Russischen von Beate Rausch
- Flüsse (Реки), Powest, 2005
- Die Planke (Планка), Erzählungen, 2006